# Голтяевы
Голтяевы (Колтяевы) — древний русский дворянский род, из московских бояр.

## Происхождение и история рода
В России существовало несколько дворянских родов под этой фамилией.
Один из них был известен своими богатствами и родственными связями с великокняжеским домом. Эти Голтяевы вели свой начало от московского боярина Кобыла Андрея Ивановича, у которого был сын Фёдор Андреевич Кошка, боярин великого князя московского Василия I Дмитриевича, у которого старший сын Фёдор имел прозвание Голтяй (от "голтяй" - голяк, босяк, голытьба). Дочь этого Голтяя была замужем за удельным боровским князем Ярославом Владимировичем, а их дочь Мария Ярославна, была женой великого князя московского Василия II Васильевича Тёмного. У Голтяя был ещё сын Андрей Фёдорович, боярин Василия II Темного, верно служившего ему до самой смерти.
Представители другого, менее знатного рода Голтяевых упоминались несколько раз в разрядных книгах детьми боярскими.
Игнатий Иванович убит при взятии Казани (1552), его имя занесено в синодик московского Успенского собора на вечное поминовение. Степан и Третьяк Ивановичи владели поместьями в Каширском уезде (1556). В последней четверти XVI века Голтяевы владели поместьями в Ряжском уезде.
Фёдор Фёдорович Голтяев был в крымском плену.  Борис Фёдорович владел поместьем в Можайском уезде (1635).

## Известные представители
- Голтяев Пётр — воевода в Болхове (1665)
- Голтяевы Иван и Пётр Петровичи — московские дворяне (1677-1691)[2][3].